# Nis Boesdal
Nis Boesdal (født 18. december 1948) er en dansk forfatter og journalist. Han virker desuden som radiovært.
Nis Boesdal er en produktiv forfatter med digtsamlinger, børnebøger og historiske fortællinger.
I 1981 var Nis Boesdal tilknyttet tv-programmerne i Provinsafdelingen, hvor han stod for udsendelserne "Børn og børn imellem".
I 1985 var han med til at starte børneprogrammet Koks i komakassen i Østjyllands Radio. I den landsdækkende radio har han været vært i Go'Danmark, Giro 413, Kend dit Østjylland, Musikalske eventyr, Hvem, hvad og hvor i Danmark (1996, belønnet med Kryger-prisen) og Danmarksmester. For sidstnævnte program blev han flere gange kåret som årets radiovært af ugebladet Se & Hør. Nis Boesdal har lavet manuskript til tv-julekalenderen Hallo, det er jul 1995.